# Жатьков, Анатолий Владимирович
Анатолий Владимирович Жатьков (16 июля 1908, Серпухов, Московская губерния, Российская империя — 14 ноября 1995, Москва, Россия) — советский военачальник, генерал-майор авиации (11.05.1949).

## Биография
Родился в городе Серпухове, ныне в Московской области, Россия. Русский.
До призыва на военную службу Жатьков работал членом правления и заведующим торговым отделом райпотребсоюза в г. Серпухове. В октябре 1931 года зачислен студентом в Котлотурбинный институт в Ленинграде (отраслевой вуз Ленинградского политехнического института). Член ВКП(б) с 1931 года.

### Военная служба

#### Межвоенное время
После 1-го курса института в июне 1932 года по спецнабору ВКП(б) поступил в Ленинградскую военно-теоретическую школу ВВС РККА. После прохождения теоретического курса в декабре был переведён в 14-ю военную школу летчиков в городе Энгельсе для обучения практическим полетам. В декабре 1934 года окончил последнюю и был назначен младшим летчиком в 7-ю легкую штурмовую авиаэскадрилью Гомельской авиабригады ВВС БВО. В июле 1935 года переведен в 6-ю авиабригаду, где проходил службу командиром корабля и врид инструктора по технике пилотирования 34-й авиаэскадрильи. С сентября 1937 по март 1940 года проходил обучение в Военно-воздушной академии РККА им. профессора Н. Е. Жуковского. По её окончании капитан Жатьков был назначен командиром эскадрильи в 95-й легкобомбардировочный авиаполк ВВС МВО, находившийся на формировании в город Калинин. В феврале 1941 года в полк начали поступать самолёты новых типов. В апреле полк закончил перевооружение и участвовал в майском параде в Москве.

#### Великая Отечественная война
С началом войны 95-й легкобомбардировочный авиаполк находился в резерве Ставки ГК. В июле он вел напряженную боевую работу против танковых колонн противника западнее Смоленска. Всего за первый месяц работы (по 25 июля 1941 года) эскадрилья капитана Жатькова произвела 80 боевых самолето-вылетов, ее летчики в воздушных боях сбили 14 вражеских самолетов. Лично комэск Жатьков имел 17 боевых вылетов, его экипаж сбил в воздушных боях 5 самолетов противника. Указом ПВС СССР от 4 марта он был награжден орденом Ленина. В конце июля полк передал боевую технику и часть экипажей в другие части, остальные летчики убыли на пополнение за новой боевой техникой (двухместные истребители ДД — Пе-3). В конце сентября, после перевооружения и переучивания экипажей, полк был включен в состав 6-го истребительного авиакорпуса ПВО Москвы. С ноября капитан Жатьков принял командование 95-м легкобомбардировочным авиаполком. В ходе битвы за Москву его летчики наносили удары по колоннам противника в районе Клина, Калинина, Калуги. В марте 1942 года полк на самолетах Пе-3 был переброшен на Северный флот для прикрытия караванов союзников, одновременно он наносил удары по кораблям, военно-морским базам и аэродромам противника. 24 апреля 1944 года Жатьков назначается командиром 14-й смешанной авиадивизии ВВС СФ, предназначенной для ударов по морским коммуникациям, военно-морским базам и аэродромам противника. В ходе Петсамо-Киркенесской наступательной операции ее части действовали с аэродромов на острове Рыбачий, участвовали в уничтожении вражеских самолетов на аэродромах в Петсамо, Киркенес, Варде, Тана-Фьорд. За эту операцию полки и дивизия были награждены орденами Красного Знамени. Всего до конца войны дивизией было потоплено более 200 кораблей различных типов. Лично полковник Жатьков за войну совершил более 150 боевых вылетов, в составе экипажей самолетов (в качестве командира) сбил 7 самолетов противника.
Из характеристики 1944 года:

За период операции на Петсамском направлении Карельского фронта тов. Жатьков умелым командованием авиадивизией нанес противнику следующие потери: потоплено транспортов — 6, общим водоизмещением 21 тыс. т., миноносец — 1, СКР — 4, ВДВ — 2, катеров МО — 5, сторожевых катеров — 2, мотоботов — 16… уничтожено автомашин — 69… живой силы — 1300 чел., взорвано складов — 7, разрушено и сожжено домов и зданий — 5… Истребительной авиацией сбито 19 самолетов противника
За время войны комдив Жатьков был два раза персонально упомянут в благодарственных в приказах Верховного Главнокомандующего.

#### Послевоенная карьера
После войны продолжал командовать дивизией. В январе 1947 года переведен на должность заместителя командующего ВВС ТОФ. С ноября 1951 года генерал-майор авиации Жатьков исполнял должность командующего ВВС 7-го военно-морского флота. С 22 января 1953 года по 18 января 1955 года проходил обучение в Высшей военной академии им. К. Е. Ворошилова, по окончании которой назначается начальником штаба — 1-м заместителем командующего ВВС СФ. С декабря 1956 года по июнь 1957 года состоял в распоряжении Главкома ВМФ, затем был зачислен для научной работы в состав научно-исследовательской группы при Главкоме ВМФ. 14 декабря 1960 года генерал-майор авиации Жатьков уволен в запас.
Указом Президента Российской Федерации от 4 мая 1995 года он награжден орденом Жукова.
Умер и похоронен в Москве в 1995 году.

## Награды
РФ
- орден Жукова (04.05.1995)[4]
- медали

СССР
- орден Ленина (04.03.1942)
- три ордена Красного Знамени (02.04.1943, 23.05.1944, 13.06.1952[5])
- орден Ушакова II степени (25.10.1944)
- орден Нахимова II степени (31.05.1945)
- орден Отечественной войны I степени (06.04.1985)
- орден Красной Звезды (30.04.1947)[5]
- медали в том числе:
  - «За боевые заслуги» (03.11.1944)[5]
  - «За оборону Москвы»
  - «За оборону Советского Заполярья»
  - «За Победу над Германией в Великой Отечественной войне 1941—1945 гг.» (1945)
  - «Ветеран Вооружённых Сил СССР» (1976)
- именное оружие (1958).
- знак «50 лет пребывания в КПСС»

Приказы (благодарности) Верховного Главнокомандующего в которых отмечен А. В. Жатьков.
- За овладение городом Петсамо (Печенга) — важной военно-морской базой и мощным опорным пунктом обороны немцев на Крайнем Севере. 5 октября 1944 года № 197.
- За полное освобождение Печенгской (Петсамской) области от немецких захватчиков. 1 ноября 1944 года № 208.

## Память
- Бюст защитника Москвы летчика Анатолия Жатькова, работы скульптора А. И. Григорьева, экспонируется в Центральном музее Великой Отечественной войны 1941—1945 гг. на Поклонной горе в Москве[6].
- В 2003 году в поселке Катунино в Приморском районе Архангельской области А. В. Жатькову установлен памятник[7].